# Рашайя (район)
Рашайя (араб. قضاء راشيا‎) — один из 25 районов Ливана, входит в состав провинции Бекаа. Административный центр района — город Рашайя.

## География
Район расположен в восточной части Ливана и занимает площадь 545 км². На западе граничит с районом Западная Бекаа, на севере — с районом Захле, на юге — с районом Хасбайя, на востоке — с территорией Сирии.

## Муниципалитеты
Административно район разделён на 26 муниципалитетов.